# Брош (остров)
Брош — остров архипелага Земля Франца-Иосифа. Административно расположен на территории Приморского района Архангельской области, Россия.

## Описание
Представляет собой скалу, расположенную рядом с выдающимся мысом острова Куна.
С юго-запада от острова Грили скалу отделяет пролив Штернека.
Ближайшие острова: остров Куна, остров Кейна, остров Грили.
Назван в честь Густава Броша (1844-1924), чешского лейтенанта флота Австро-Венгерской экспедиции на Северный полюс с 1872 по 1874 год.

## Топографические карты
Лист карты U-40-XXVIII,XXIX,XXX о. Циглера. Масштаб: 1 : 200 000. Издание 1965 г.